# Wacław Seweryn Rzewuski

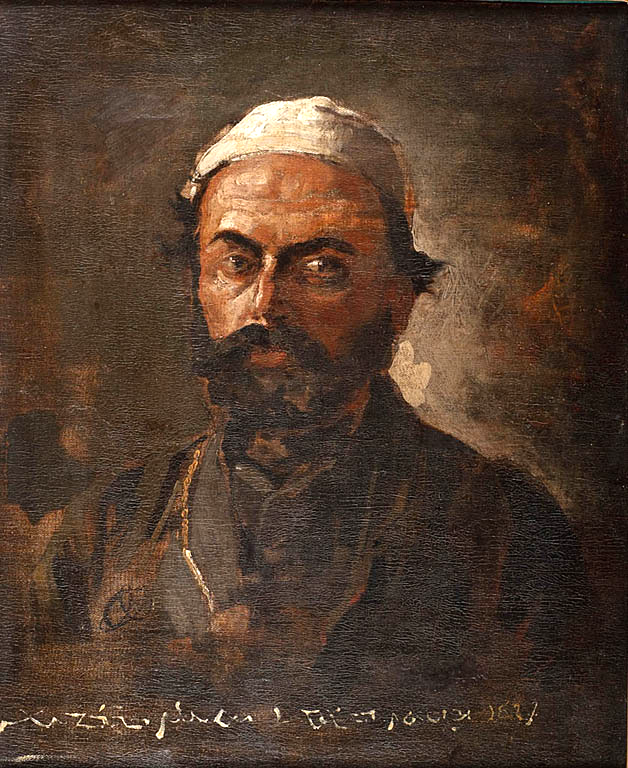
Wacław Seweryn Rzewuski gemalt von Aleksander Orłowski

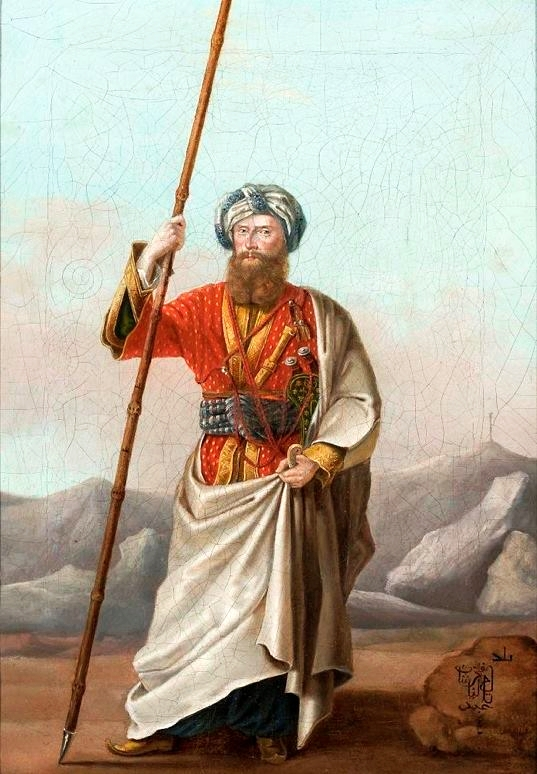
W. S. Rzewuski

Wacław Seweryn Rzewuski (* 15. Dezember 1784 in Lwów; † 14. Mai 1831) war ein polnischer Entdecker, Dichter, Orientalist und Pferdeexperte.

## Frühes Leben
Wacław Rzewuski wurde am 15. Dezember 1784 in Lwów geboren. Er war der Sohn des Feldhetman Seweryn Rzewuski, dessen Familie riesige Ländereien in der Ukraine besaß, und der Fürstin Konstancja Małgorzata Lubomirska aus der einflussreichen Lubomirski-Familie. Seine Eltern zogen nach der Dritten Teilung Polens mit der Familie nach Wien und er wurde am elitären Theresianum erzogen. Im Jahr 1806 heiratete er Alexandra, ebenfalls eine Nachfahrin der Familie Lubomirski.
Er diente in der österreichischen Armee, kämpfte 1809 in der Schlacht bei Aspern, als Unterleutnant im Husarenregiment und wurde 1811 entlassen. Während seiner Zeit in Wien weckte sein Verwandter, der berühmte Reisende und Abenteurer Jan Potocki, sein Interesse an Reisen in die Länder des Nahen Ostens und er begann mit dem Studium der türkischen und arabischen Sprache. Gemeinsam mit dem österreichischen Pionier der Orientalistik, Joseph von Hammer-Purgstall, gründete er eine der ersten Fachzeitschriften für Nahost- und Islamstudien, Mines de l’Orient (dt.: Fundgruben des Orients) (Fontes rerum orientalium), die von 1809 bis 1819 in sechs Foliobänden veröffentlicht wurde.

## Reisen und Veröffentlichung
Schließlich wurde er Mitglied der wissenschaftlichen Gesellschaft in Göttingen, der Münchner Akademie der Wissenschaften und Mitglied der Warschauer Gesellschaft der Freunde der Wissenschaften.
In den Jahren 1818–1820 bereiste er den Nahen Osten und besuchte Syrien, Irak, Libanon, Palästina, wonach er sich in Podolien niederließ. Während seiner einjährigen Reise wurde er in 13 Stämme aufgenommen und soll die Titel Emir, Taj al-Fahr („Krone der Herrlichkeit“) und Abd al-Niszan („Diener des Zeichens“) erhalten haben. Sein arabischer Name ist eine direkte Übersetzung seines Namens in seiner altslawischen Bedeutung Viacheslav oder „Krone des Ruhmes“, später Wacław.
Er veröffentlichte unter anderem den Plan der Al-Harām-Moschee in Mekka, Karten von Persien und der Arabischen Halbinsel und zeichnete die Musik der Beduinen auf.
Er veröffentlichte Sur les chevaux orientaux et provenants des races orientales, das mehr als 400 farbige Zeichnungen enthält, die Kultur und Bräuche der Saudi Arabischen Wüste darstellend.
Er kehrte nach Polen zurück und ließ sich in seiner Heimat Podolien mit einer reichen Sammlung von orientalischen Handschriften, Büchern, Trachten, Waffen und Pfeifen nieder. Er begann auch mit der Erforschung der Ukrainischen Volksbräuche zu dieser Zeit.

## Spätere Jahre
Ab 1825 gehörte er der Patriotischen Gesellschaft an und wurde 1826 verhaftet und zwei Jahre lang festgehalten. Später nahm er am Novemberaufstand von 1830 teil und befehligte eine Division in der Schlacht von Daszowem. Am 14. Mai 1831 kam er unter mysteriösen Umständen ums Leben.